# Antonio Nava
Antonio Maria Nava (Milano, 1775 – Milano, 19 ottobre 1826) è stato un chitarrista, compositore e insegnante di canto italiano.

## Biografia
Nei primi decenni dell'Ottocento lavorò quasi esclusivamente in Italia. Nel 1808 inaugurò il catalogo della casa editrice Ricordi che diede alle stampe quattro sonate per chitarra sola dal titolo Le stagioni dell'anno. Sono note sue esibizioni in Italia, Germania, Francia e Inghilterra (Londra).

## Opere principali
- Le stagioni dell'anno / in quattro sonate a solo op. 4, 5, 6 e 7, per chitarra sola, Milano, 1808
- Fantasia op. 14, per chitarra sola
- Canzonette e ariette op. 39, 46, 59, per voce e chitarra
- Metodo completo per chitarra francese

## Editoria musicale
- Le stagioni dell'anno, Ricordi, Milano 1808, ISMN M-040-00001-6
- Le stagioni dell'anno / 4 Sonate per chitarra / op. 4, 5, 6 e 7 / (Milano, 1808), a cura di Elisabetta Pistolozzi, Ut Orpheus Edizioni, Bologna 1998, ISBN 88-8109-333-2